# Moshe Landau
Moshe Landau (en hébreu : משה לנדוי) (29 avril 1912 – 1er mai 2011) est un juge israélien. Il est le cinquième président de la Cour suprême d'Israël.

## Biographie
Landau est né à Danzig, Allemagne (aujourd'hui Gdańsk, Pologne) du Dr Isaac Landau et de Betty née Eisenstädt. Son père était un membre dirigeant de la communauté juive de Danzig 
En 1930, il termine ses études secondaires dans la Ville libre de Dantzig et en 1933, il est diplômé de l'University of London School of Law. Cette année-là, il a immigre dans le Mandat britannique de Palestine. En 1937, il est admis au Barreau de Palestine. En 1940, il est nommé juge au tribunal de première instance de Haifa et est nommé au tribunal de district en 1948.

## Carrière judiciaire
- 1953 : Nommé juge à la Cour suprême.
- 1957 : siège à la cour martiale - Cour d'appel pénale, discutant du problème des « ordres légaux » dans l'affaire du meurtre de 48 Arabes dans le village de Kafr Qasim.
- 1961 : Préside le procès Eichmann.
- 1962 : crée un précédent en matière de liberté d'information en annulant une décision de la censure.
- 1965 : En tant que président de la Commission électorale centrale  il est le premier à disqualifier une liste « subversive » de se présenter à la Knesset[5].
- 1974 : Membre de la Commission Agranat.
- 1976 : Vice-président de la Cour suprême.
- 1980 : Président de la Cour suprême jusqu'en 1982.
- 1987 : Dirige la Commission Landau pour enquêter sur les procédures du Shin Bet. La commission a constaté de fréquents cas de parjure devant les tribunaux et de violations de la loi. La commission a reconnu qu'une « pression physique modérée » pouvait parfois être nécessaire comme outil d'interrogatoire[6]. Des groupes israéliens de défense des droits de l'homme ont soutenu que les pratiques autorisées par la commission équivalaient à de la torture[7]. Le rapport de la commission a été annulé en 1999 par une décision de la Cour suprême[6].

## Autres postes
Membre de la Cour internationale de justice. Président du tribunal du Congrès sioniste. Président des commissions consultatives sur la réforme du droit foncier israélien, de la procédure pénale et des tribunaux administratifs. Président de la commission de reconnaissance des Juste parmi les nations à Yad Vashem. De 1956 à 1962 et de 1965 à 1966, il est président du conseil d'administration du Technion.

## Prix et distinctions
Landau reçoit des doctorats honorifiques du Technion en 1980 et du Hebrew Union College en 1997.
En 1991, il reçoit le Prix Israël de droit. En 1993, il est nommé président honoraire du conseil d'administration du Technion.

## Décès
Landau est décédé chez lui à Jérusalem deux jours après son 99e anniversaire, le 1er mai 2011, laissant trois filles. Il est enterré au cimetière de Har Hamenouhot.